# Земледелец (Рязанская область)
Земледе́лец — деревня в Чучковском районе Рязанской области. Входит в состав Пертовского сельского поселения.

## География
Деревня находится в восточной части Рязанской области, на расстоянии примерно 21 км (по прямой) к северу от рабочего посёлка Чучково, административного центра района.

### Часовой пояс
Деревня Земледелец, как и вся Рязанская область, находится в часовой зоне МСК (московское время). Смещение применяемого времени относительно UTC составляет +3:00.

## История
Деревня была отмечена на карте 1941 года как поселение с 40 дворами.

## Население
| 2010 |
| ---- |
| 0    |

### Национальный состав
Согласно результатам переписи 2002 года, в национальной структуре населения русские составляли 100 % из 12 чел.